# Augusto Pierantoni
Augusto Pierantoni (Chieti, 10 giugno 1840 – Roma, 12 marzo 1911) è stato un giurista e politico italiano.

## Biografia
Fu senatore del Regno d'Italia dalla XV legislatura.
Nel 1860 seguì Giuseppe Garibaldi e dopo la battaglia del Volturno fu impiegato alla Dittatura e poi al Ministero della Pubblica Istruzione. Nominato professore di diritto internazionale e costituzionale a Modena, tornò in armi nel 1866. Dopo la liberazione di Roma fu chiamato all'insegnamento di diritto internazionale all'Università di Napoli.
Nel 1873 fu tra i fondatori dell'Istituto di diritto internazionale. Nel 1874 fu eletto deputato del collegio di Santa Maria Capua Vetere, mentre dal 1883 fu senatore del Regno.
Scrisse alcune opere letterarie, come il dramma storico Anna di Messina (1860). La città di Chieti gli ha intitolato una strada.

## Opere
- Anna di Messina, 1860.

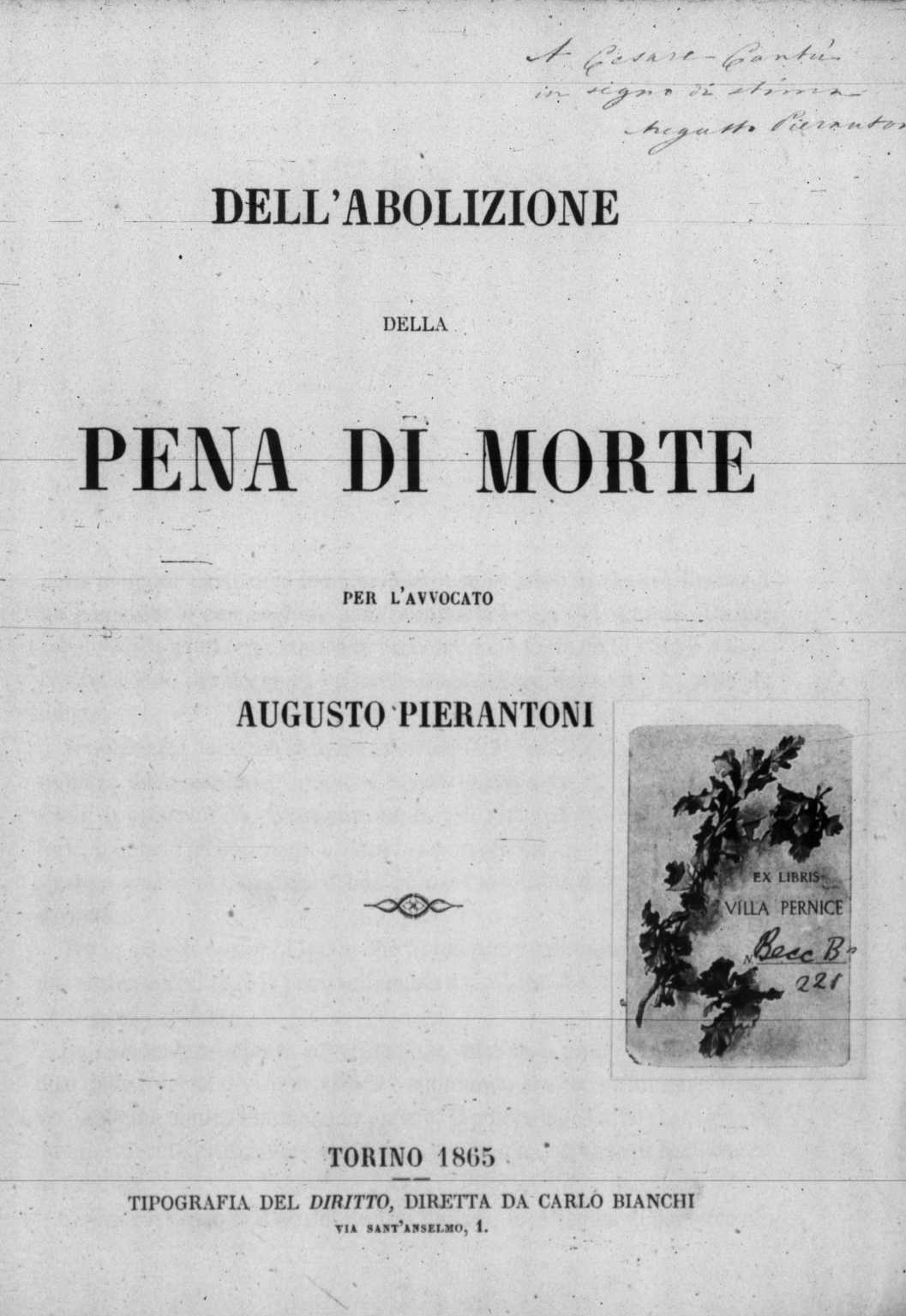
Dell'abolizione della pena di morte, 1865

- Dell'abolizione della pena di morte, Torino, Tip. del diritto, 1865.
- Il progresso del diritto pubblico e delle genti, Modena 1866.
  - (DE)  Die Fortschritte des Völkerrechts im XIX. Jahrhundert, Vahlen, Berlin 1899.
- Il giuramento: storia, legge, politica, Roma 1883.
- Gli avvocati di Roma antica, Zanichelli, Bologna 1900.
- Storia degli studi del diritto internazionale in Italia, Firenze 1902.